# Ladislav Šaloun

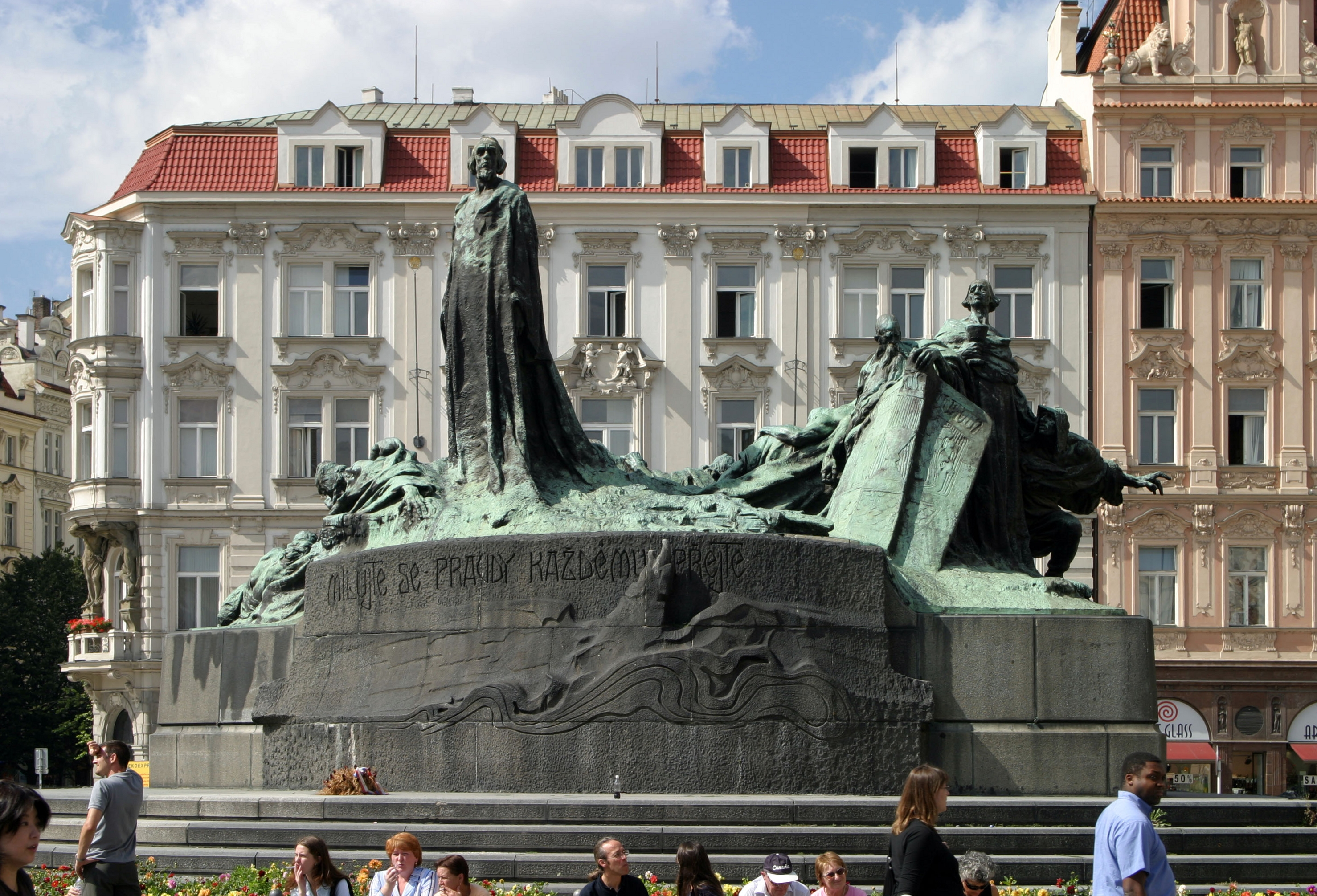
Sousoší Jana Husa na pražském Staroměstském náměstí

Ladislav Šaloun, křtěný Ladislav Jan Křtitel (1. srpna 1870, Praha – 18. října 1946, Praha) byl český sochař a malíř období secese, naturalismu a realismu, zakladatel moderního českého sochařství.

## Život

### Dětství
Narodil se v rodině soukromého úředníka Floriana Šalouna (1844–?) a jeho manželky Marie, rozené Ramešové (1840–1887). Měl mladšího bratra Fridricha (1872–?). Marie Šalounová zemřela 10. března 1887 na tuberkulózu a po její smrti se otec znovu oženil s Rosalií Jelínkovou (1857–?).

### Studia
Nejprve studoval v letech 1885–1889 v Reynierově kreslířské škole. Když napoprvé nesložil zkoušky na Uměleckoprůmyslovou školu, obával se dalších zklamání. Proto v letech 1889–1891 studoval sochařství soukromě u Tomáše Seidana a Bohuslava Schnircha. Stylově byl ovlivněn zprvu Josefem Václavem Myslbekem, dále secesí a Augustem Rodinem, s nímž se v Praze roku 1902 setkal. Přátelil se se Stanislavem Suchardou, Františkem Bílkem a Quido Kociánem.
Byl jedním z více než sta obviněných v tzv. procesu s Omladinou konaném v roce 1894.

### Kariéra

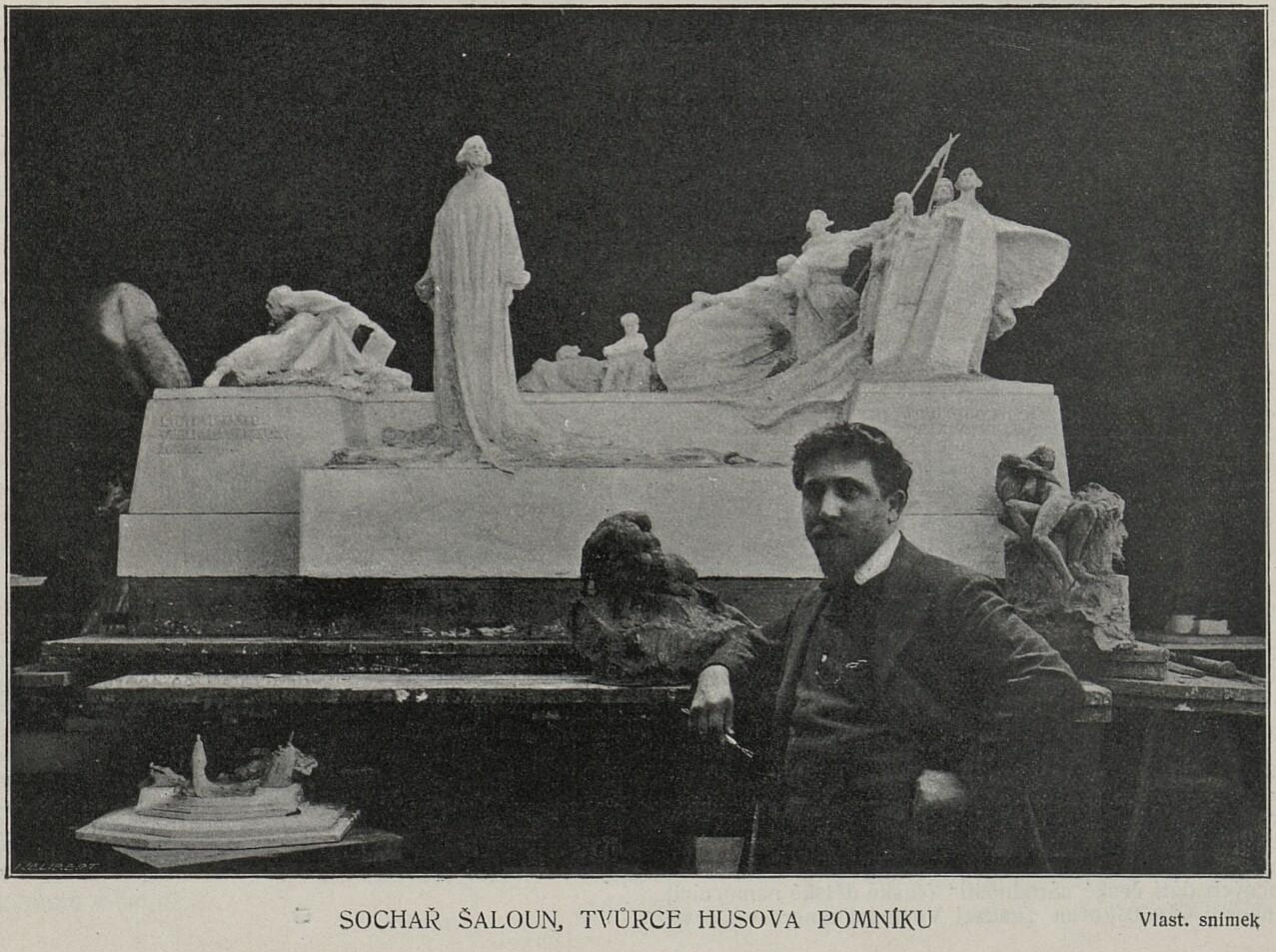
Ladislav Šaloun před modelem Husova pomníku, 1906

Byl všestranným výtvarníkem a pedagogem. Především se věnoval vlastní tvorbě, a to monumentální a komorní plastice. Patřil k nejplodnějším umělcům své doby. Rád spolupracoval na sochařské výzdobě architektury, zejména s architekty Antonínem Wiehlem, Osvaldem Polívkou a Josefem Fantou. Jeho návrhy soch zpravidla realizovali v kameni jiní sochaři či kameníci, nebo odlévali do bronzu specializovaní kovolitci (Franta Anýž, Bendelmayer a Červenka).
Dále navrhoval průmyslový design (stolní lampy, popelníky, dózy, šperky a šperkovnice), který často vlastnoručně prováděl, nejraději v mědi či keramice. Věnoval se také knižní grafice a navrhoval obálky knih.
Kladl důraz na duchovní význam své tvorby, věnoval se spiritismu a okultním vědám, setkával se k seancím ve sklepě své vily mj. s Josefem Váchalem, Alfonsem Muchou, Františkem Bílkem, Janem Konůpkem či Bohuslavem Reynkem.
V letech 1903–1906 působil spolu s Antonínem Slavíčkem jako externí pedagog na soukromé výtvarné škole. V letech 1906–1914 byl externím učitelem na Umělecko-průmyslové škole v Praze.
Účastnil se mnoha sochařských soutěží. Roku 1896 získal dvě první ceny a čestné uznání v soutěži na plastickou výzdobu Městského muzea v Praze. K jeho nejvýznamnějším realizacím patří několik pomníků, především sousoší Mistra Jana Husa na Staroměstském náměstí v Praze. Dlouhá léta žil a tvořil na Václavském náměstí. Podobné pomníky navrhl také pro město Hořice (1911–1913) a Libáň (1925). Ateliér se zázemím ve Slovenské ulici čp. 1566 na Královských Vinohradech si dal postavit podle vlastního návrhu roku 1911 pro tvorbu Husova pomníku, později byla doplněna o obytnou část. Tato tzv. Šalounova vila je nyní chráněnou nemovitou památkou. Výrazně se podílel na výzdobě pražských secesních budov, Obecního domu, Pojišťovny Praha na Národní třídě, přístavby Zemské banky Na příkopech a Nádraží císaře Františka Josefa I. Šaloun měl zvlášť vřelý vztah k Hořicím v Podkrkonoší. V létě 1914 tam měl první a prakticky jedinou soubornou výstavu a tehdy se také stal tamním čestným měšťanem.
V letech 1896–1905 byl členem Spolku výtvarných umělců Mánes., dále byl členem Jednoty výtvarných umělců, redaktorem časopisu Volné směry a později časopisu Dílo. Jako jeden z mála sochařů uměl psát a teoreticky formuloval své myšlenky a názory. V roce 1946 byl jmenován národním umělcem a krátce nato zemřel.

### Rodinný život
Dne 5. července 1896 se v kostele sv. Rocha na Žižkově oženil s Julií Kvěchovou (1875–??). Manželé Šalounovi měli dceru Růženu (1897–??) a syna Ladislava (1900–??). Ladislav Šaloun je pohřben na Slavíně.

## Dílo
Šalounovy práce jsou rozmanité jak stylově a tematicky, tak užitým materiálem. Dochovalo se jich několik stovek. Vlastní je především pražské muzejní instituce (Muzeum hl. m. Prahy, Galerie hl. m. Prahy, Národní galerie), sochařskou pozůstalost z ateliéru na Vinohradech převzalo Národní muzeum v Praze, další díla má například muzeum v Hořicích.

### Kamenná výzdoba budov
- 1896 Alegorická socha Prahy, Muzeum hlavního města Prahy (kameníci J. Drobník a J. Rublič), zničena roku 1945, v roce 1895 nahrazena kopií z umělého kamene (Miloslav Šonka a Zdeněk Preclík)
- 1897 reliéfní výplň tympanonu, Muzeum hlavního města Prahy
- 1899 modely dvou okřídlených ženských postav pro průčelí tehdejší Všeobecné záložny v Praze na Václavském náměstí
- 1900 alegorie čtyř univerzitních fakult, Ohně a Vody nad postranními vchody bývalé Pražské městské pojišťovny, nyní Ministerstva pro místní rozvoj na Staroměstském náměstí
- 1905, sousoší Evropa, Grand Hotel Evropa, Václavské náměstí
- 1905 plastiky na hlavní fasádě, První česká všeobecná zajišťovací banka, nyní Goethe-Institut
- 1906–1907 dva rozměrné figurální reliéfy kolem hodin a na bocích na obou věžích středního rizalitu, mužské a ženské páry pod balkony na obou věžích, Fantova budova hlavního nádraží v Praze
- 1907 dvě přes 4 m vysoká alegorická sousoší Ponížení národa a Vzkříšení národa po stranách průčelního rizalitu Obecního domu v Praze (vysekal sochař Eduard Zvelebil z Vyšehradu)
- 1908 alegorické sousoší Inženýrství a vodní stavby na atice přístavby bývalé Zemské banky v Praze Na Příkopech
- 1911 alegorické sochy po stranách štítu bývalé Občanské záložny ve Vršovicích, nyní České spořitelny na Vršovickém náměstí
- 1911–1913 sochy Rabbiho Löw ben Bezalel a Železného rytíře s postavami dívek pro nárožní niky Nové radnice na Mariánském náměstí v Praze (vysekal sochař Eduard Zvelebil z Vyšehradu, 1914)
- 1912 alegorické sochy Obchod a Úroda, budova Záložního a úvěrového ústavu, nyní Galerie moderního umění v Hradci Králové
- 1931–1932 sochařská výzdoba východního průčelí bývalého Ministerstva obchodu a Patentního úřadu, nyní Ministerstva průmyslu a obchodu Na Františku (čtyři stojící figury a dvě ležící figury s děckem na atice, čtyři obdélníkové figurální reliéfy nad terasou, dva menší po jejich stranách a jeden reliéf s bývalým středním státním znakem na věži, vysekal sochař František Klemša z Nuslí)
- 1932–1933 pomník herečky Otilie Sklenářové-Malé (vysekal z bělavého laaského mramoru sochař František Klemša z Nuslí)
- 1933 rozměrná (3,05 x 1,75 x 0,35 m) pamětní deska z leštěné mrákotínské žuly na budově Poslanecké sněmovny, dříve Senátu, zhotovily kamenické dílny senátora Ferdinanda Foita v Doupí u Telče
- 1934 sousoší Rozum a srdce, původně umístěno v Růžovém sadu na Petříně, pak v zahradě Trojského zámku a od roku 1975 je v parčíku u vodní nádrže v Kbelích
- 1934 alegorie Čechy a Slovensko v podobě soch krojovaného muže a ženy, průčelí tehdejší Zemské (nyní Všeobecné úvěrové) banky v Bratislavě
- 1937 figura ženy symbolizující Vlast, figura muže symbolizující Národ, nároží portálu Tělovýchovné jednoty Sokol Pražský v Žitné ulici 1438/42
- 1937 sousoší Věda a práce jako alegorie Plynárenství, u vjezdu do areálu michelské plynárny

### Sochařské portréty
Svatopluk Čech, Jaroslav Vrchlický, Miroslav Tyrš, Otýlie Sklenářová-Malá, Antonín Hajn, Prof. František Pastrnek, Tomáš Garrigue Masaryk, Matka, Manželka Julinka, Hlava chlapce, Sochař – pocta Michelangelovi

### Pomníky a sochy
- Návrh pomníku Bedřicha Smetany pro Karlovy Vary
- Pomník Antonína Dvořáka
- Pomník dr. Miroslava Tyrše v Praze na Malé Straně (1910)
- Pomník mistra Jana Husa v Praze (1901–1915), v Hořicích (1911–1914 jako návrh prvně zmíněného na Staroměstském náměstí[11])[12], vytesal sochař František Vejs z Hořic[zdroj?]), v Libáni u Starých Hradů (1925)
- Tři pomníky T. G. Masaryka v Pečkách (1927), Jáchymově (1930) a v Bratislavě (1928?)
- Pomník Františka Ladislava Riegera v Semilech
- Pomník Josefa Ressela v Chrudimi (1924)
- Pomník Jana Amose Komenského v Mladé Boleslavi (1928)
- Pomník Jindřicha Šimona Baara v Klenčí pod Čerchovem (okres Domažlice) (1933)
- Návrh pomníku válečným obětem
- Busta Antonína Dvořáka pro NM (Náhrobek na Slavíně, 1913–14)
- Busta Milana Rastislava Štefánika
- Paní Náprstková s psíkem
- Husita Jan Želivský
- Husita Prokop Holý
- Polibek (1899)
- Muž plavící koně
- Ženský akt na koni
- Stojící černoška
- Doznívající píseň (1905)
- Polopostava staré unavené ženy
- Stará žena a mladý muž
- Dva žebráci
- Koncentrace (1907)
- Pozdrav slunci (1910)
- Rezignace (1914)
- Zkroušený muzejník
- Písmák (mramor Bardiglio), 1920, Galerie plastik v Hořicích, Galerie hl. m. Prahy
- Čínská maska
- Lev, Lvice

### Mytologické, fantaskní a pohádkové náměty
- Pan (po 1900)
- Snění (1904)
- Sapfó (1908)
- Krakonoš (Rýbrcoul) v parku v Hořicích (1902–1916)
- Vodník
- Dudák
- Salambo a Matho, (1909)
- Poslední satyr (1917)
- Čert a Káča (bílý a černý mramor)

## Galerie

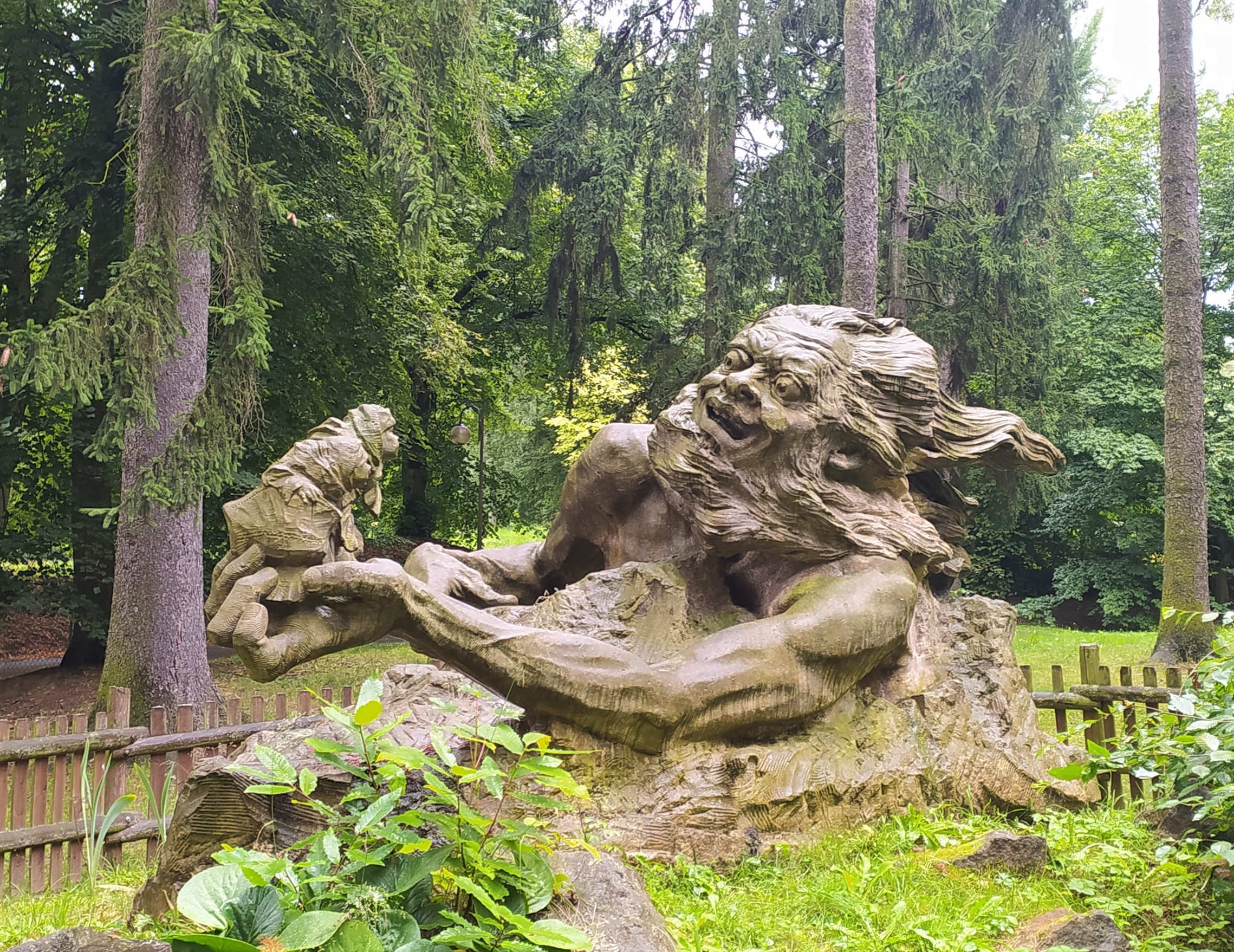
Socha Krakonoše v Hořicích (1908)
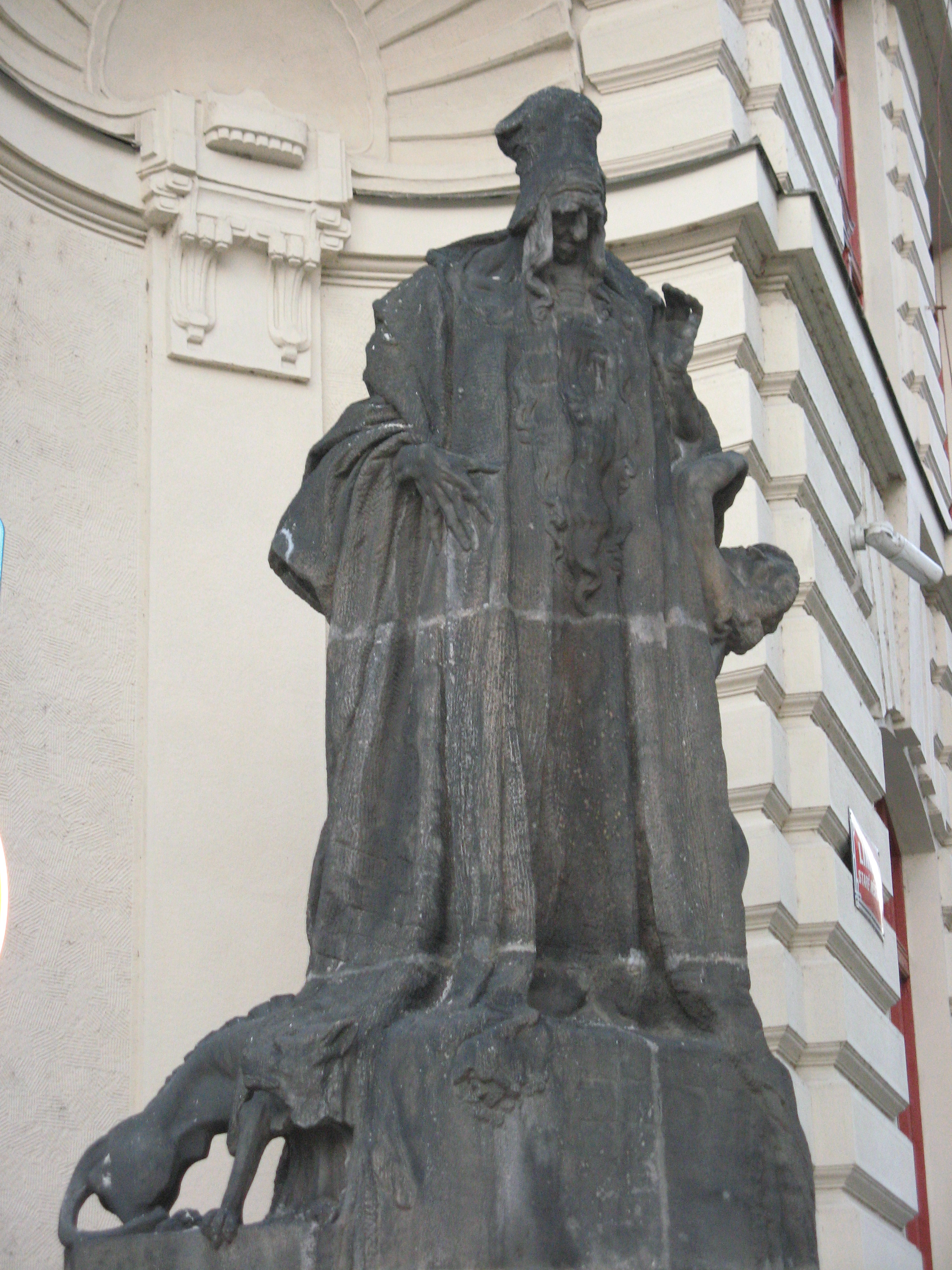
Socha rabbiho Löwa na nároží Nové radnice v Praze (1910)
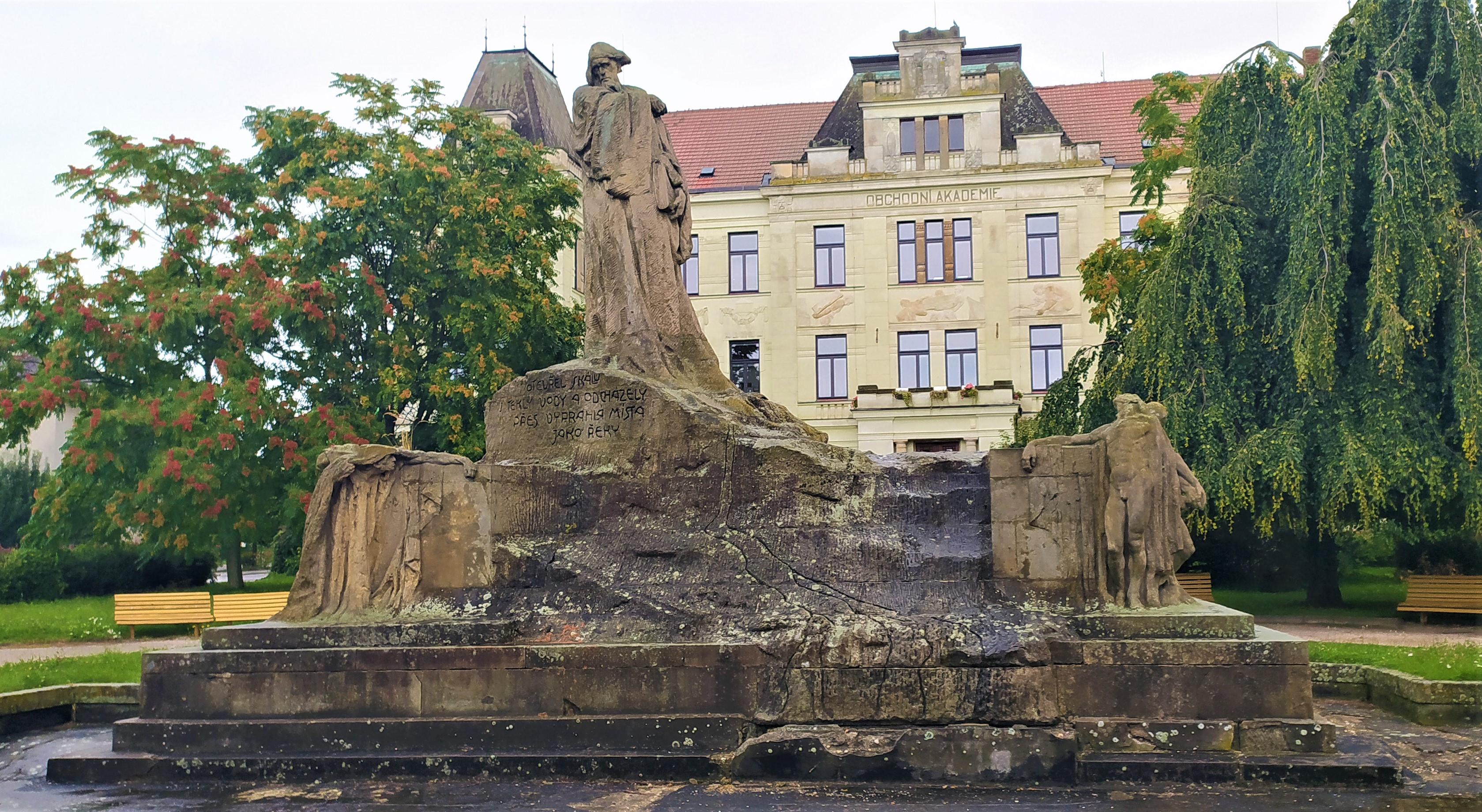
Pomník Jana Husa v Hořicích (1911–1913)
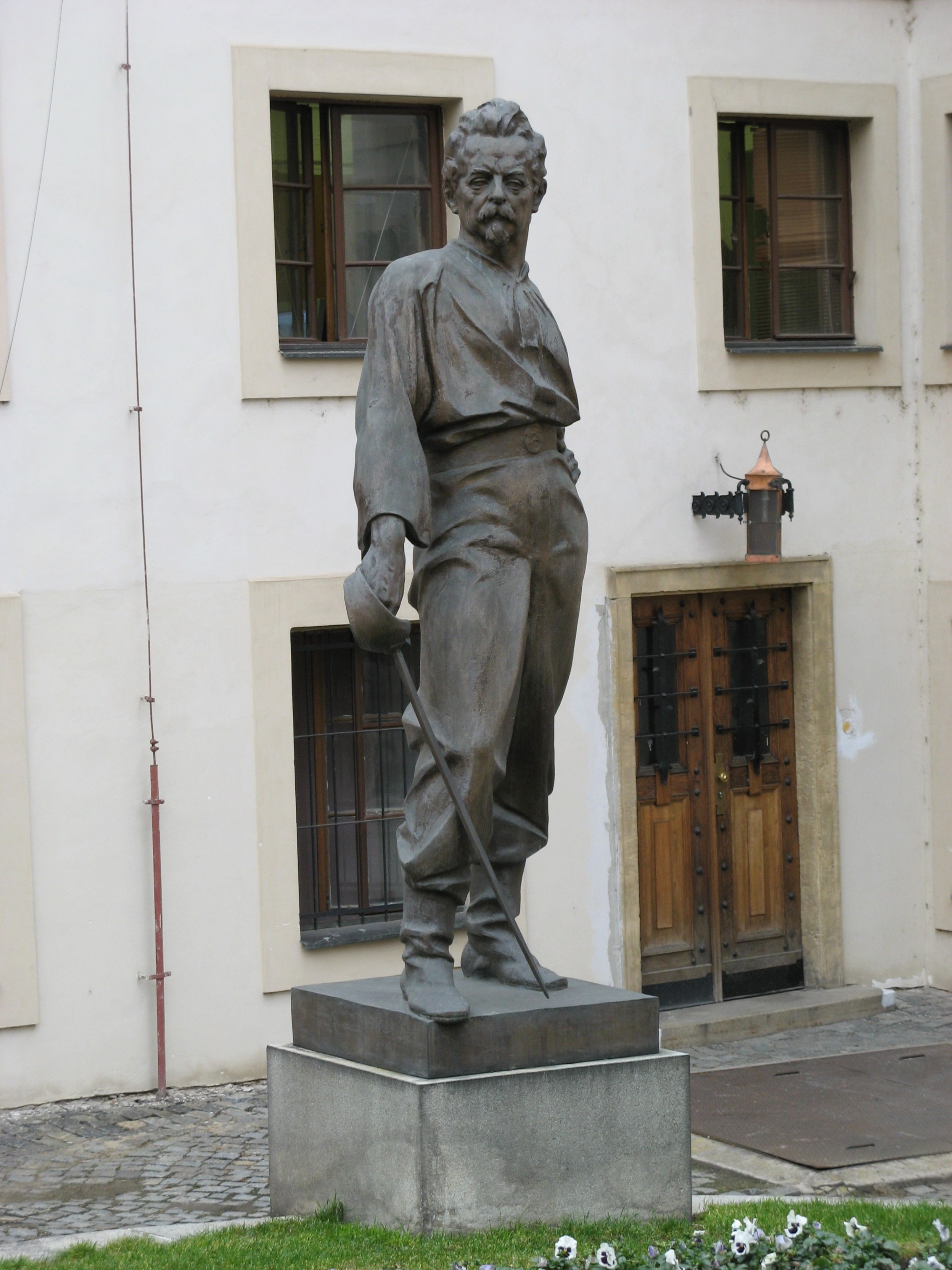
Socha Miroslava Tyrše na nádvoří Tyršova domu (1926)
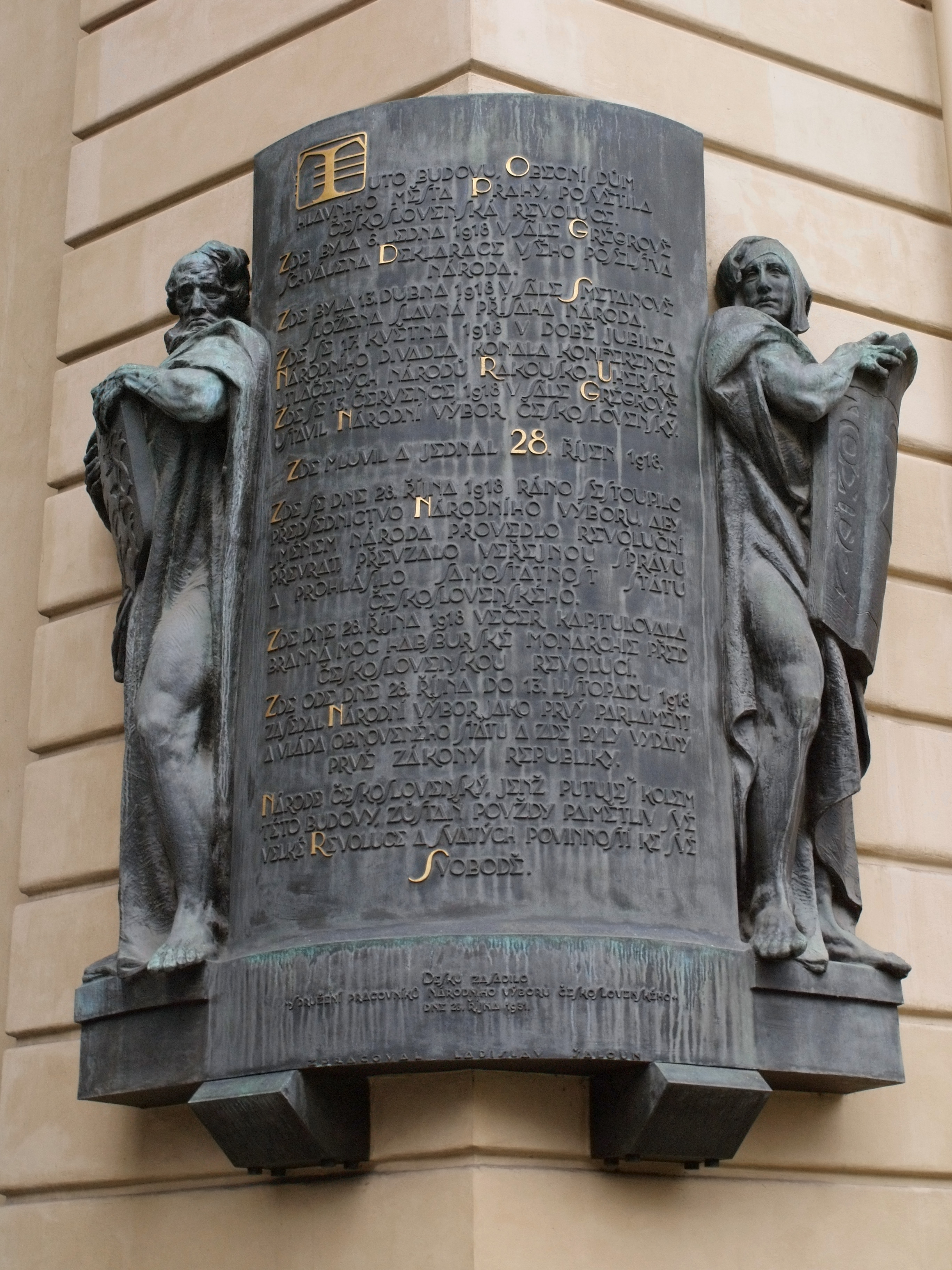
Pamětní deska na Obecním domě (1931)